# ダヴィデとしての自画像 (ジョルジョーネ)

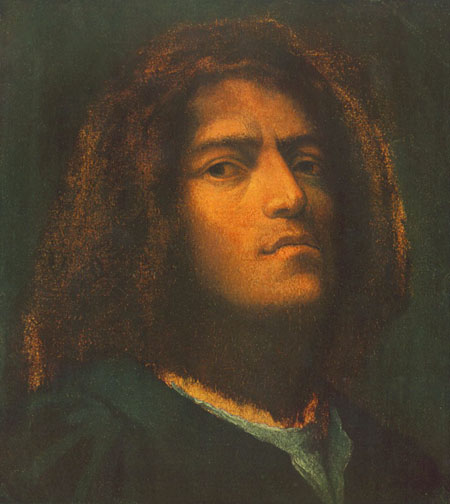
ジョルジョーネ、または助手『自画像』 ブダペスト国立西洋美術館

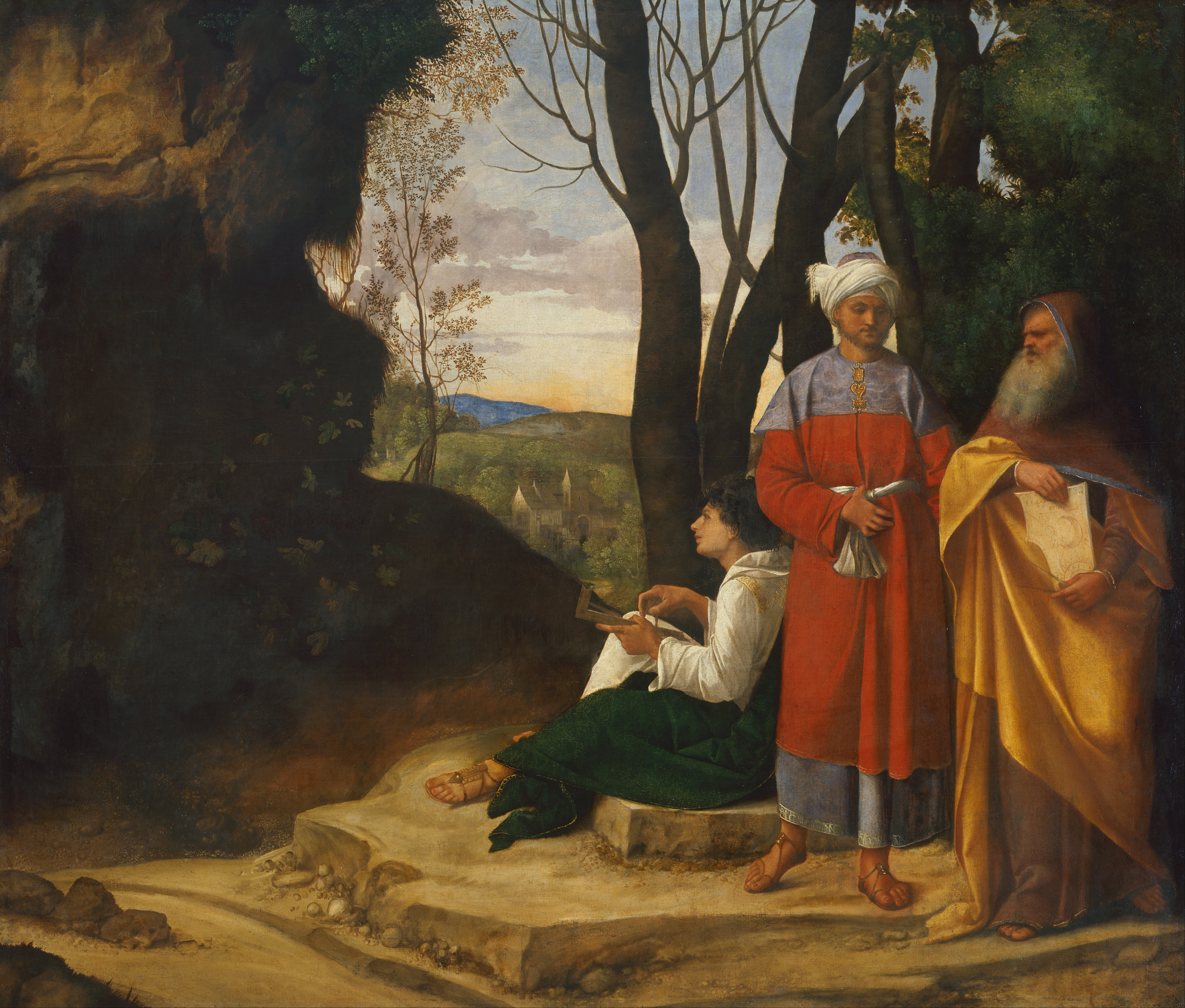
ジョルジョーネ『三人の哲学者』 (1510年ごろ)、美術史美術館、ウィーン

『ダヴィデとしての自画像』（ダヴィデとしてのじがぞう、伊: Autoritratto come David、英: Self-portrait as David）は、イタリア盛期ルネサンスのヴェネツィア派の巨匠ジョルジョーネが1509–1510年ごろ、キャンバス上に油彩で制作した絵画である。ブラウンシュヴァイクのアントン・ウルリッヒ公爵美術館に所蔵されている。本作は一致してジョルジョーネの真作として認められているわけではないが、真作であれば、ブダペスト国立西洋美術館所蔵のジョルジョーネ、または助手による別の『自画像』の原型であると考えられる。

## 作品
本作は、1528年のヴェネツィアのグリマーニ (Grimani) 邸の目録に言及されている。マニエリスム期の画家・著作者であるジョルジョ・ヴァザーリがグリマーニ邸で見たと記している、ゴリアテの頭部を持っている「ダヴィデの姿をした自画像」と同一作品とみられ、寓意的自画像として西洋絵画史上最初のものである。この作品は、ヴァザーリの著作『画家・彫刻家・建築家列伝』の第2版 (1568年) に登場するジョルジョーネの肖像 (コリオラーノによる版画) のもととなった。
ヴァザーリが記している通り、また後のW・ホラーの銅版画 (1650年) に見られるように、本作は元来、ゴリアテの頭部を持つ半身像として描かれたが、現在では画面の下3分の1と左右両端が切断されている。
アカデミア美術館 (ヴェネツィア) にある『老女 (ラ・ヴェッキア)』と同様、本作にはジョルジョーネ晩年の新しいリアリズムの傾向が認められる。『三人の哲学者』 (美術史美術館、ウィーン) の横顔の青年 (これも画家の自画像と見られている) に見られる甘美なメランコリーは消え去り、より緊張した自己の凝視と精神の懊悩、ハムレット的ともいえるような深い懐疑主義が表現されている。鎧を身に着けた勝利者ダヴィデの姿をしているにもかかわらず、画家はすでに自身の差し迫った終末を予感しているようでさえある。深い闇の中から強い照明によって人物を浮かび上がらせる手法は、ティツィアーノの肖像画を先取りしている。
X線調査の結果、この作品は大きな聖母子画 (ジョルジョーネ、あるいはヴィンチェンツォ・カテーナ風の作品) の上に描き重ねたものであることが分かっている。